# インディアナポリス子供博物館
インディアナポリス子供博物館（The Children's Museum of Indianapolis）は、アメリカインディアナ州インディアナポリスにある世界最大級の子供博物館である。

## 概要
1925年に開館し、世界で4番目に古い子供博物館と言われる。インディアナポリスのダウンタウンの北側にあり、現在の建物は1976年に作られたものである。

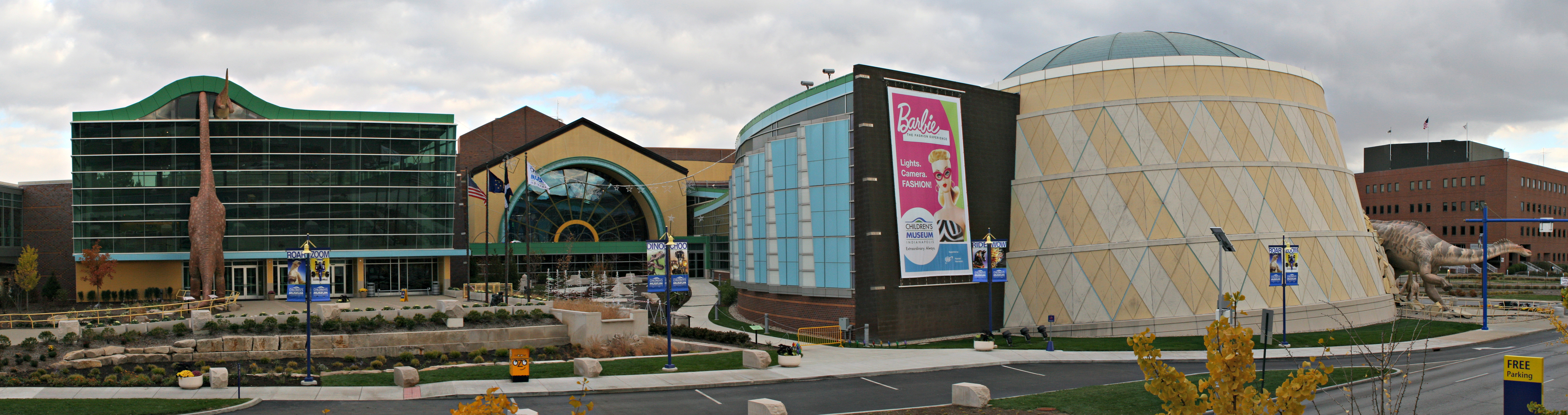
博物館の外観

恐竜圏の外にあるアラモサウルスの展示

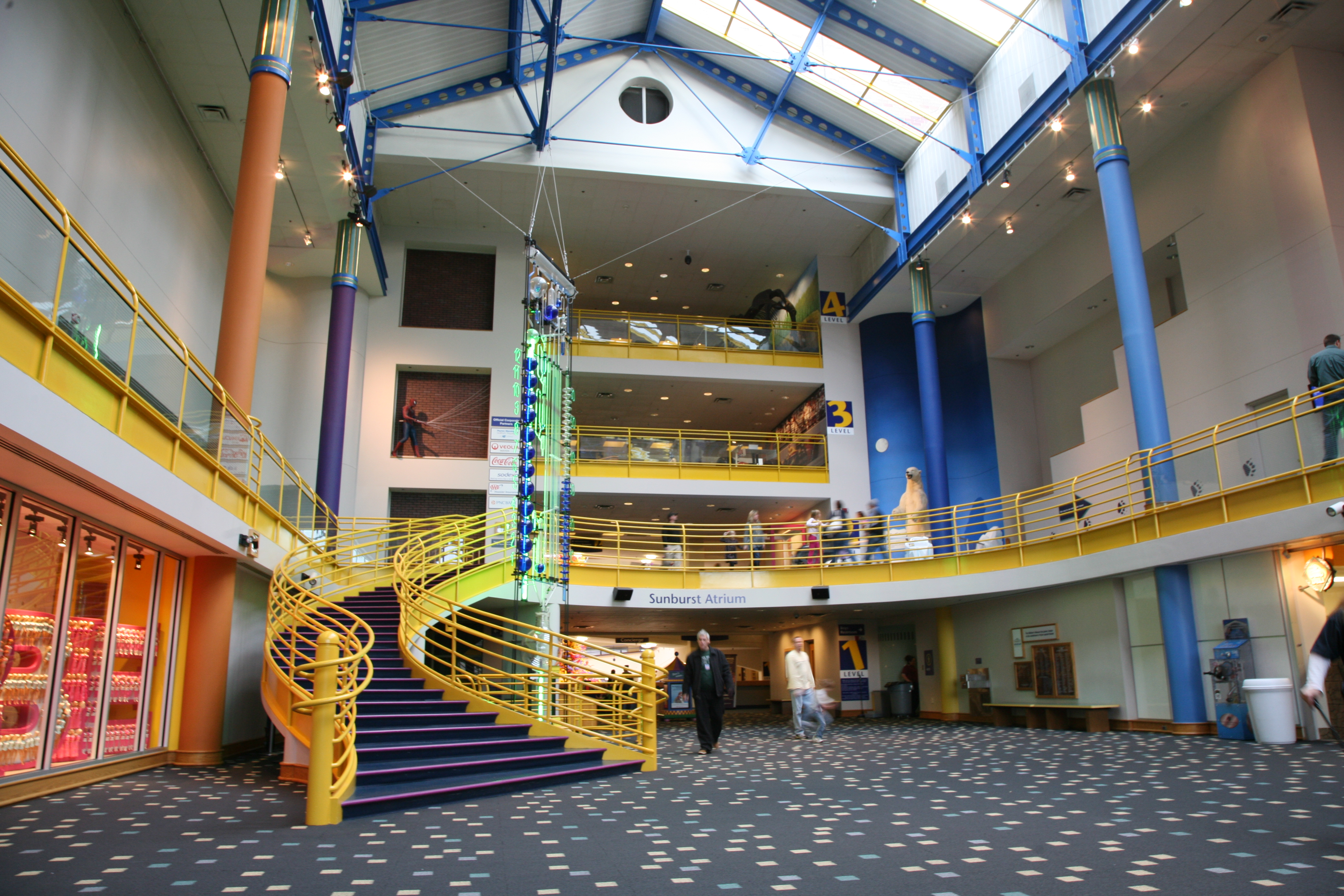
博物館のロビーとアトリウム

メインの階段は螺旋式になっており、それを使うことで5階まで行くことの出来る仕組みになっている。2006年に世界的に有名なガラス工芸家によって、「ガラスの花火」（Fireworks of Glass）と呼ばれるガラス勢の彫刻が螺旋階段近辺に付けられた。

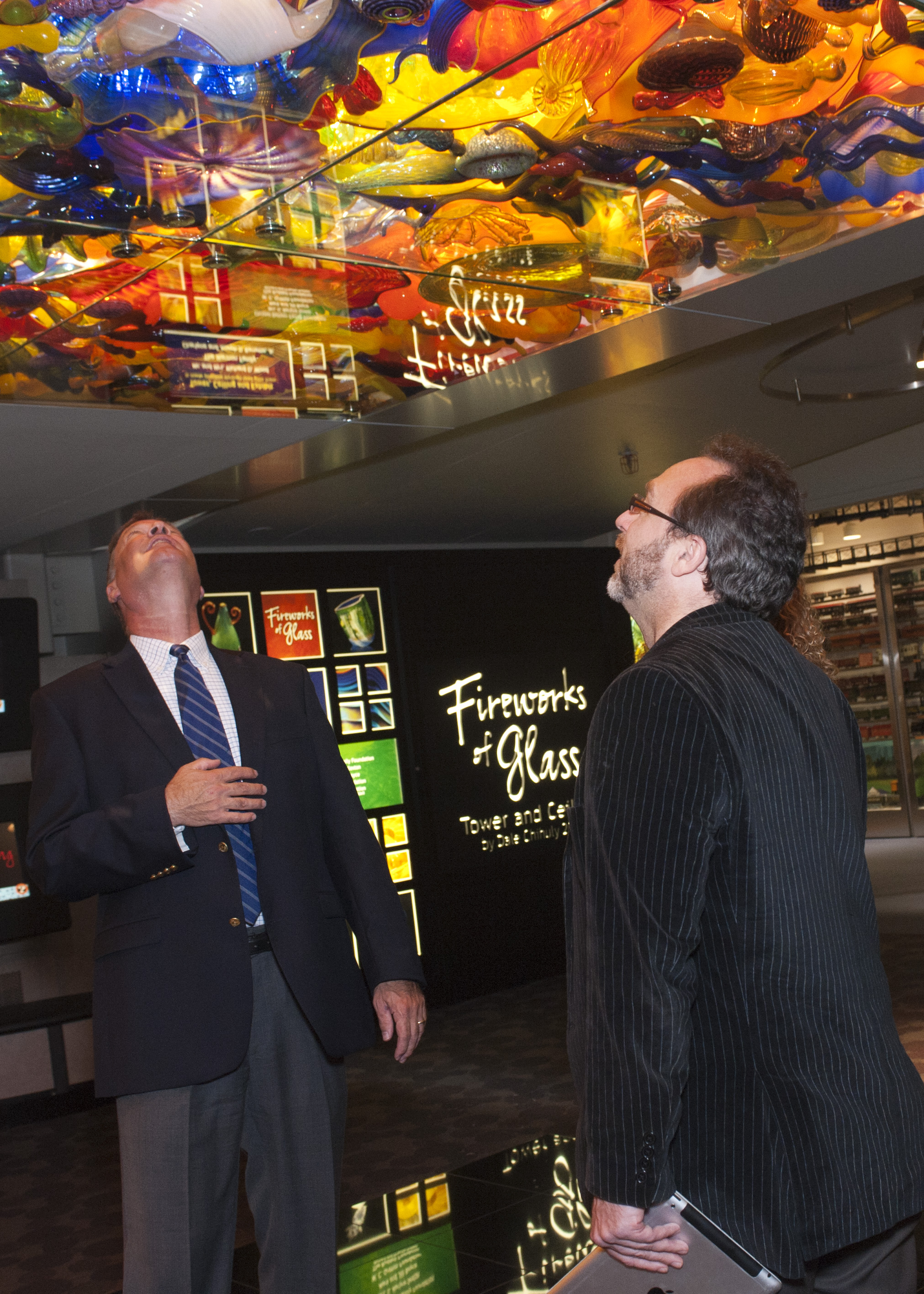
デイル・チフーリの彫刻「ガラスの塔と天井の花火」の天井部分（またはその下）を観察するジミー・ウェールズとインディアナポリス子供博物館のデビッドドナルドソンCTO

 インディアナポリス子供博物館は、毎日午前 10:00 時から午後 5:00 時まで開館している。